# Lubno (Habry)

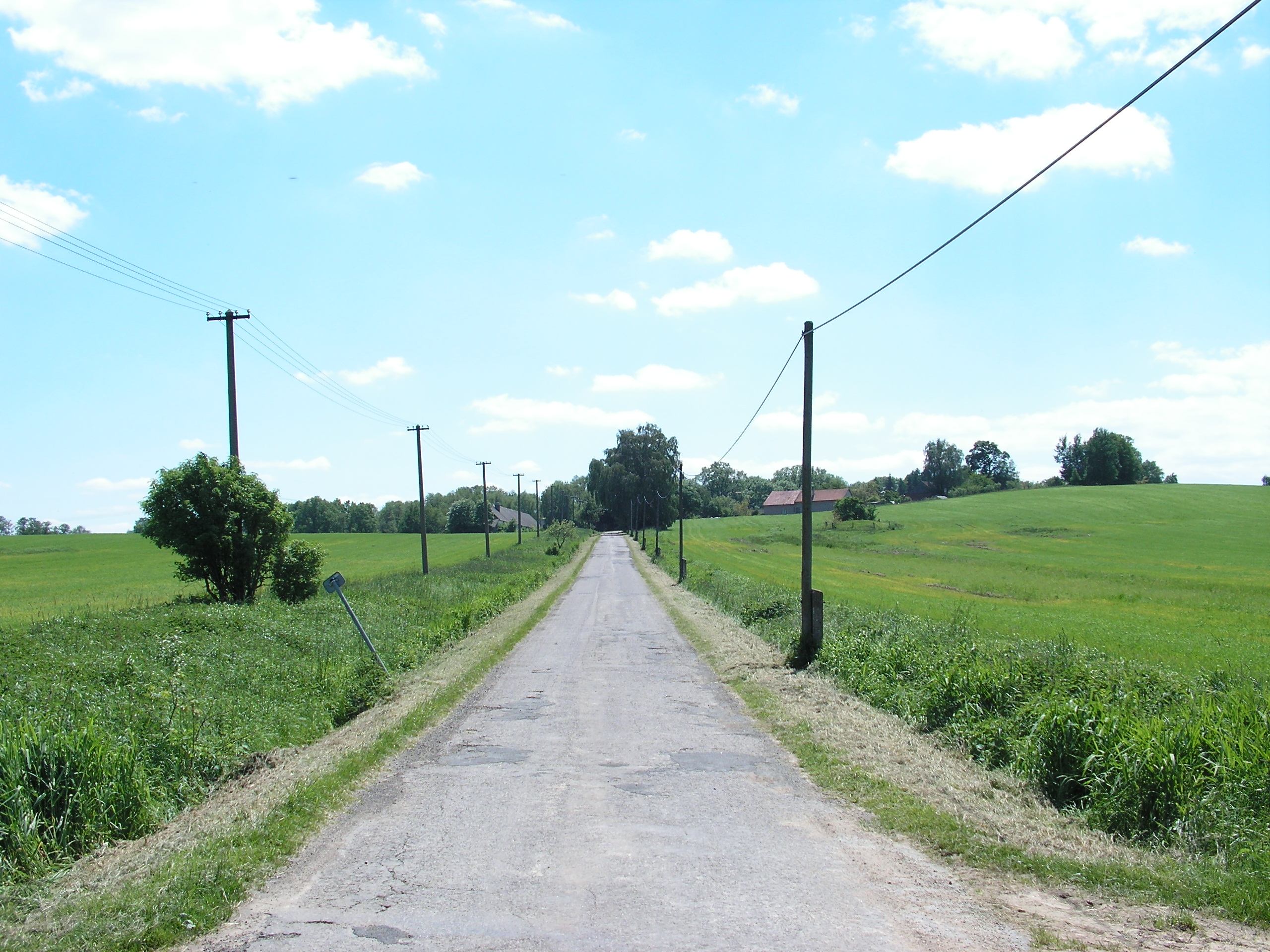
Blick von Mlýn Kysibl auf Lubno

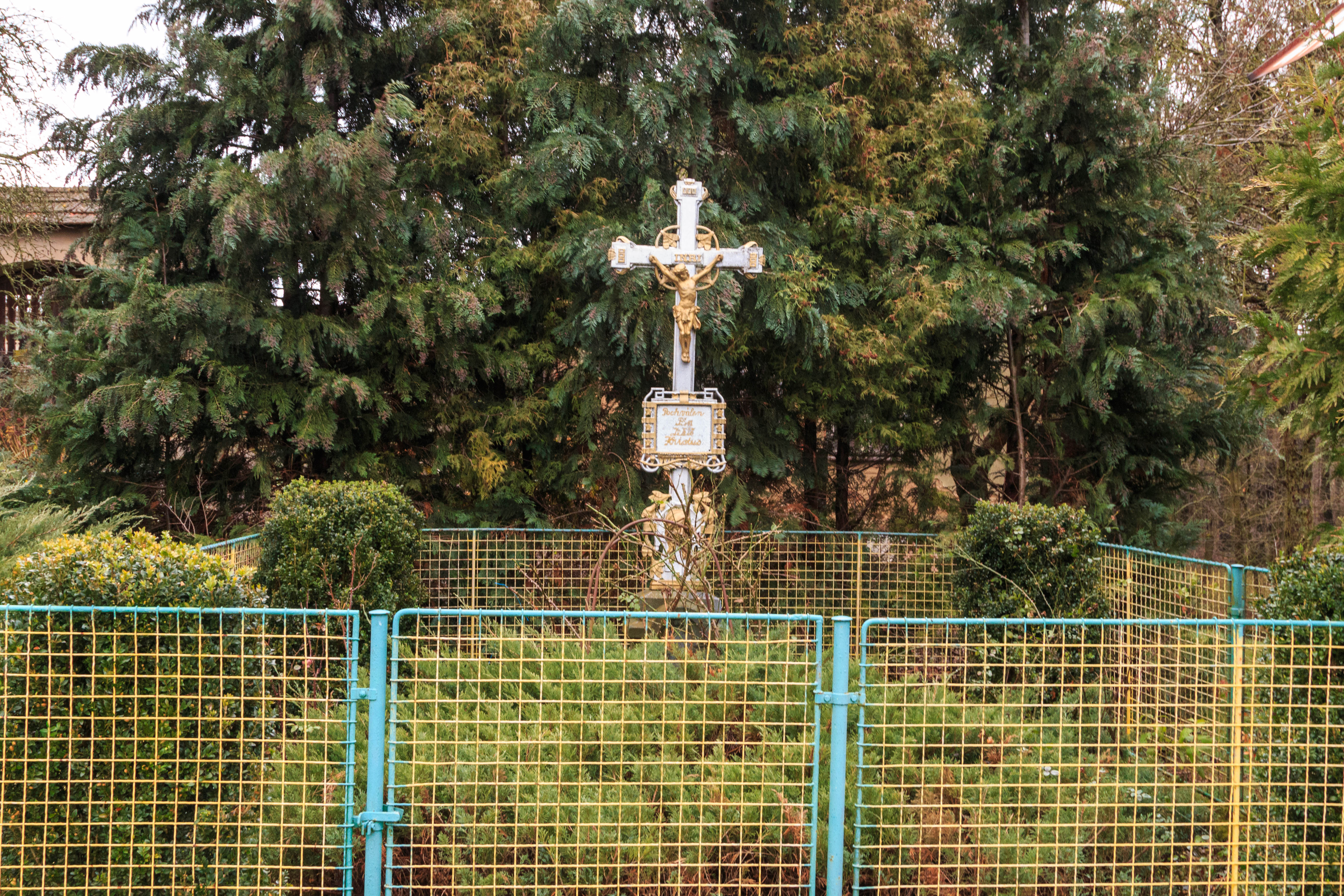
Kreuz

Lubno ist ein Ortsteil der Stadt Habry in Tschechien. Er liegt drei Kilometer südwestlich von Habry und gehört zum Okres Havlíčkův Brod.

## Geographie
Lubno befindet sich in der Hornosázavská pahorkatina (Hügelland an der oberen Sázava). Das Dorf liegt linksseitig des Flüsschens Sázavka an einem kleinen Zufluss. Nördlich des Dorfes verläuft die Staatsstraße II/346 zwischen Habry und Leština u Světlé, östlich die II/347 zwischen Habry und Světlá nad Sázavou.
Nachbarorte sind Radinov, Chrtníč, Mlýn Kysibl und Kysibl im Norden, Habry und Dolní Mlýn im Nordosten, Malý Mlýnek, Na Pekle, Miřátky und Proseč im Osten, Bačkov im Südosten, Zboží und Kunemil im Süden, Na Obci, Dolní Dlužiny und Sázavka im Südwesten, Panský Mlýn, Kynice und Vrbice im Westen sowie Dobrnice, Leština u Světlé und Štěpánov im Nordwesten.

## Geschichte
Lubno wurde wahrscheinlich in der Mitte des 13. Jahrhunderts durch das Benediktinerkloster Wilmzell gegründet. Die erste schriftliche Erwähnung des Dorfes erfolgte 1307. Bis zu den Hussitenkriegen blieb der Flecken Habry mit den zugehörigen Dörfern Lubno, Štěpánov und Zboží im Besitz des Klosters. Nach dessen Zerstörung erwarb  Nikolaus I. Trčka von Lípa die Herrschaft Habry und schlug sie der Herrschaft Lipnice zu. Nach der Verlegung des Sitzes nach Světlá wurde das Dorf Teil der Herrschaft Světlá.
Nach dem Tod von Jan Rudolf Trčka von Lípa erwarb 1634 der kaiserliche General Johann Reinhard von Walmerode auf Nymburk die Herrschaft Habry. Er zeigte wenig Interesse an dem neuen Besitz, fand dafür aber keinen Käufer. Im Jahre 1666 kaufte Johanna Eusebia Barbara Zdiarsky von Zdiar die Herrschaft Habry von den minderjährigen Walmerodschen Erben. Die angeheiratete Reichsgräfin Caretto di Millesimo verkaufte Habry 1681 an Johann Sebastian von Pötting und Persing auf Žáky. 1802 verkaufte Adolph von Pötting und Persing die Herrschaft Habern mit den angeschlossenen Gütern Tieß und Zboží an Johann von Badenthal, von dem sie 1814 sein Sohn Joseph erbte.
Im Jahre 1840 bestand das im Caslauer Kreis gelegene Dorf Lubno aus 14 Häusern, in denen 84 Personen lebten. Pfarrort war Smrdow. Bis zur Mitte des 19. Jahrhunderts blieb Lubno der Herrschaft Habern untertänig.
Nach der Aufhebung der Patrimonialherrschaften bildete Lubno ab 1849 einen Ortsteil der Gemeinde Zboží im Gerichtsbezirk Habern. Ab 1868 gehörte das Dorf zum Bezirk Časlau. Franz von Puthon, der 1862 die Grundherrschaft Habern mit Tieß und Zboží erworben hatte, verkaufte sie 1869 an Franz Altgraf von Salm-Reifferscheidt-Hainspach auf Světlá. 1869 hatte Lubno 106 Einwohner und bestand aus 14 Häusern. Nach dem Tode des Franz von Salm-Reifferscheidt fiel die Grundherrschaft 1887 seiner Schwester Johanna verw. von Thun und Hohenstein auf Klösterle und Žehušice zu, 1892 erbte ihr Sohn Joseph Oswald von Thun-Hohenstein-Salm-Reifferscheidt den Großgrundbesitz. Im Jahre 1900 lebten in Lubno 100 Menschen, 1910 waren es 90. Nach dem Tod von Joseph Oswald von Thun-Hohenstein-Salm-Reifferscheidt ging die Grundherrschaft Světlá 1913 an die Prager Bodenbank über, die sie 1914 an den Unternehmer Richard Moravetz verkaufte. Lubno löste sich 1917 von Zboží los und bildete eine eigene Gemeinde. 1930 hatte Lubno 94 Einwohner und bestand aus 17 Häusern. 1949 wurde die Gemeinde dem Okres Chotěboř zugeordnet, seit der Gebietsreform von 1960 gehört sie zum Okres Havlíčkův Brod. Im Jahre 1961 erfolgte die Eingemeindung nach Bačkov; seit dem 1. Juli 1985 ist Lubno ein Ortsteil von Habry. Beim Zensus von 2001 lebten in den 14 Häusern des Dorfes 40 Personen.

## Ortsgliederung
Der Ortsteil bildet den Katastralbezirk Lubno u Bačkova.

## Sehenswürdigkeiten
- Gusseisernes Kreuz auf dem Dorfplatz